# Helius anaemicus
Helius anaemicus är en tvåvingeart som beskrevs av Alexander 1932. Helius anaemicus ingår i släktet Helius och familjen småharkrankar. Inga underarter finns listade i Catalogue of Life.